# Bernd Obst

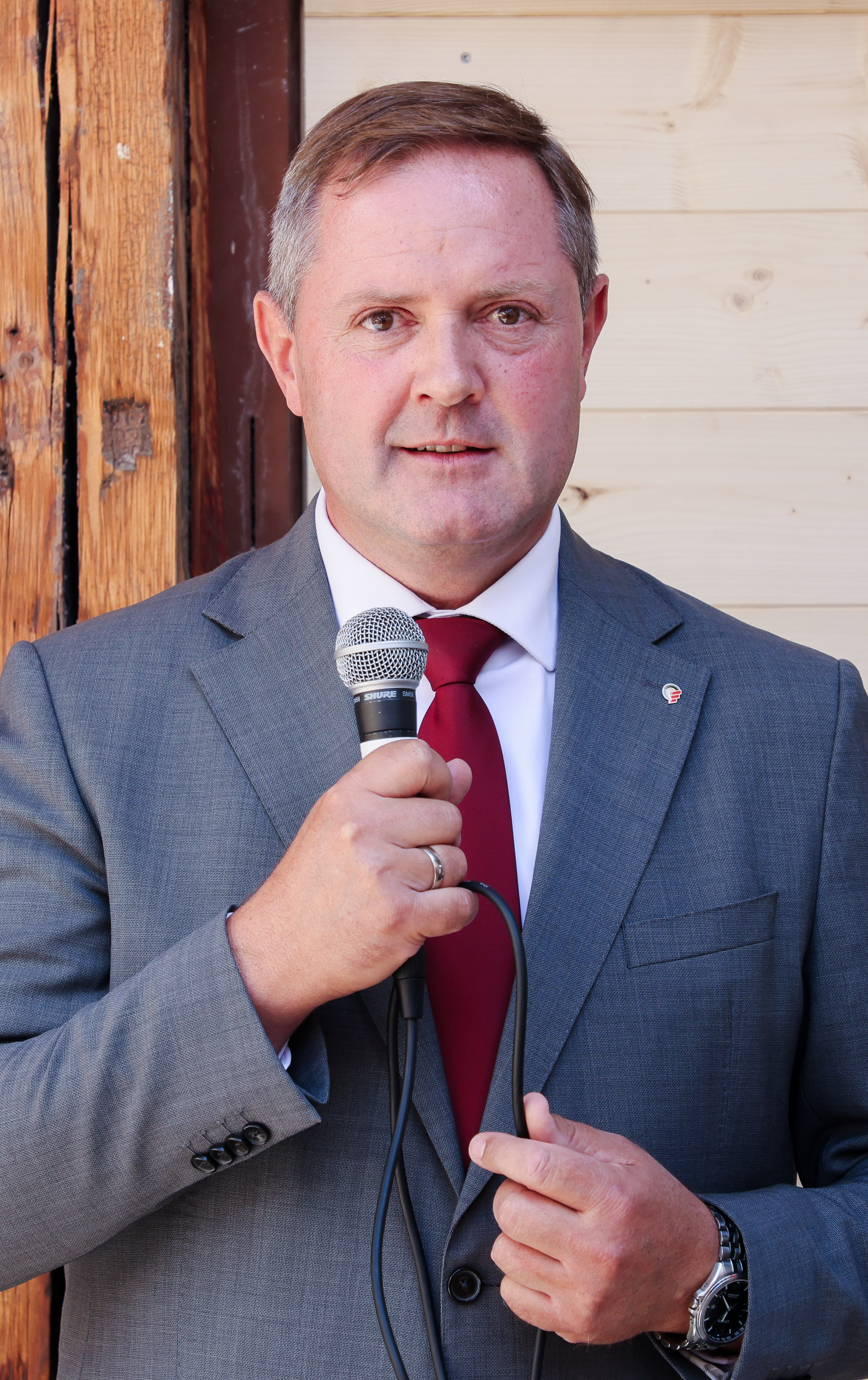
Landrat Bernd Obst, Juli 2025

Bernd Obst (* 14. Juli 1970) ist ein deutscher Kommunalpolitiker (CSU) und Jurist. Am 19. November 2023 wurde er zum Landrat im Landkreis Fürth gewählt. Das Amt des Landrats trat er am 1.1.2024 an.

## Werdegang
Obst machte sein Abitur 1990 am Dietrich-Bonhoeffer Gymnasium in Oberasbach. Im Anschluss an seine Schulzeit absolvierte er seinen Zivildienst beim Bayerischen Roten Kreuz. Letzteres tat er nach eigenen Angaben nicht, weil er den Kriegsdienst als solchen verweigert, sondern vielmehr, weil er Rettungssanitäter werden wollte, und dies nur im Zivildienst möglich gewesen wäre. Nach dem Zivildienst studierte Obst an der Universität Passau Rechtswissenschaften und beendete es nach acht Semestern mit dem 1. Staatsexamen. Es folgte ein Referendariat am Oberlandesgericht Bezirk Nürnberg mit dem 2. Staatsexamen als Volljurist. Nach dem Studium begann Obst zunächst das berufliche Leben beim Fränkischen Überlandwerk (FÜW) in Nürnberg, gefolgt von der Position des juristischen Referenten beim Bayerischen Bauernverband im Bezirk Mittelfranken in Ansbach. Während dieser Zeit war er Ortsvorsitzender der CSU Cadolzburg.
Im Jahr 2002 wurde Obst überraschend Bürgermeister in Markt Cadolzburg und löste seinen Vorgänger Claus Pierer (SPD) nach 24 Jahren im Amt ab. Das Amt des Bürgermeisters hatte Obst bis 2023 inne, ehe er sich auf das Amt des freigewordenen Amtes des Landrats bewarb. Sein Amtsvorgänger als Landrat, Matthias Dießl, war zuvor als Präsident des Bayerischen Sparkassenverbandes gewählt worden, weshalb die Position des Landrates frei wurde. Obst gewann am 19. November 2023 die Wahl mit 56,1 % gegen seine Mitbewerber von Grüne/SPD, Freie Wähler, AfD und Linke.
Er engagiert sich u. a. ehrenamtlich beim Bay. Roten Kreuz und ist Vorsitzender des BRK Kreisverband Stadt und Landkreis Fürth. Zuvor war er von 2002 bis 2020 Vorsitzender des Heimatvereins Cadolzburg und Umgebung e. V. Weiterhin war er ebenfalls bis 2020 für 18 Jahre im Kirchenvorstand der Evang. Lutherischen Kirche Cadolzburg, davon auch sechs Jahre in der Landessynode der Evang. Lutherischen Kirche in Bayern.
Obst ist verheiratet, aus der Ehe stammen zwei Kinder.